# Comté d'Anderson (Caroline du Sud)
Pour les articles homonymes, voir Comté d'Anderson et Anderson.
Le comté d'Anderson est l’un des 46 comtés de l’État de Caroline du Sud, aux États-Unis. Il a été fondé en 1826. Son siège est la ville d'Anderson. Selon le recensement de 2020, la population du comté est de 203 718 habitants.

## Géographie
Le comté a une superficie de 1 962 km², dont 1 860 km² est de terre. 
Le Comté d'Anderson possède un aéroport (Anderson County Airport, code AITA : AND).

## Démographie
| 1830   | 1840   | 1850   | 1860   | 1870   | 1880   |
| ------ | ------ | ------ | ------ | ------ | ------ |
| 17 169 | 18 493 | 21 475 | 22 873 | 24 049 | 33 612 |

| 1890   | 1900   | 1910   | 1920   | 1930   | 1940   |
| ------ | ------ | ------ | ------ | ------ | ------ |
| 43 696 | 55 728 | 69 568 | 76 349 | 80 949 | 88 712 |

| 1950   | 1960   | 1970    | 1980    | 1990    | 2000    |
| ------ | ------ | ------- | ------- | ------- | ------- |
| 90 664 | 98 478 | 105 474 | 133 235 | 145 196 | 165 740 |

| 2010    | 2020    | - | - | - | - |
| ------- | ------- | - | - | - | - |
| 187 126 | 203 718 | - | - | - | - |